# Свети Атанасий (Чучулигово, 1891)
„Свети Атанасий“ (на гръцки: Ιερός Ναός Αγίου Αθανασίου) е възрожденска православна църква в сярското село Чучулигово (Анагениси), Егейска Македония, Гърция, част от Сярската и Нигритска епархия на Вселенската патриаршия.

## История
Църквата е построена в 1891 година в центъра на селото. Осветена е в 1929 година. В архитектурно отношение е базилика с купол и камбанария. За увеличените жители на селото в 1972 година веднага южно от нея е построена нова църква „Свети Атанасий“.